# Grandrieu
Grandrieu è un comune francese di 789 abitanti situato nel dipartimento della Lozère nella regione dell'Occitania.

## Società

### Evoluzione demografica
Abitanti censiti